# Cybina

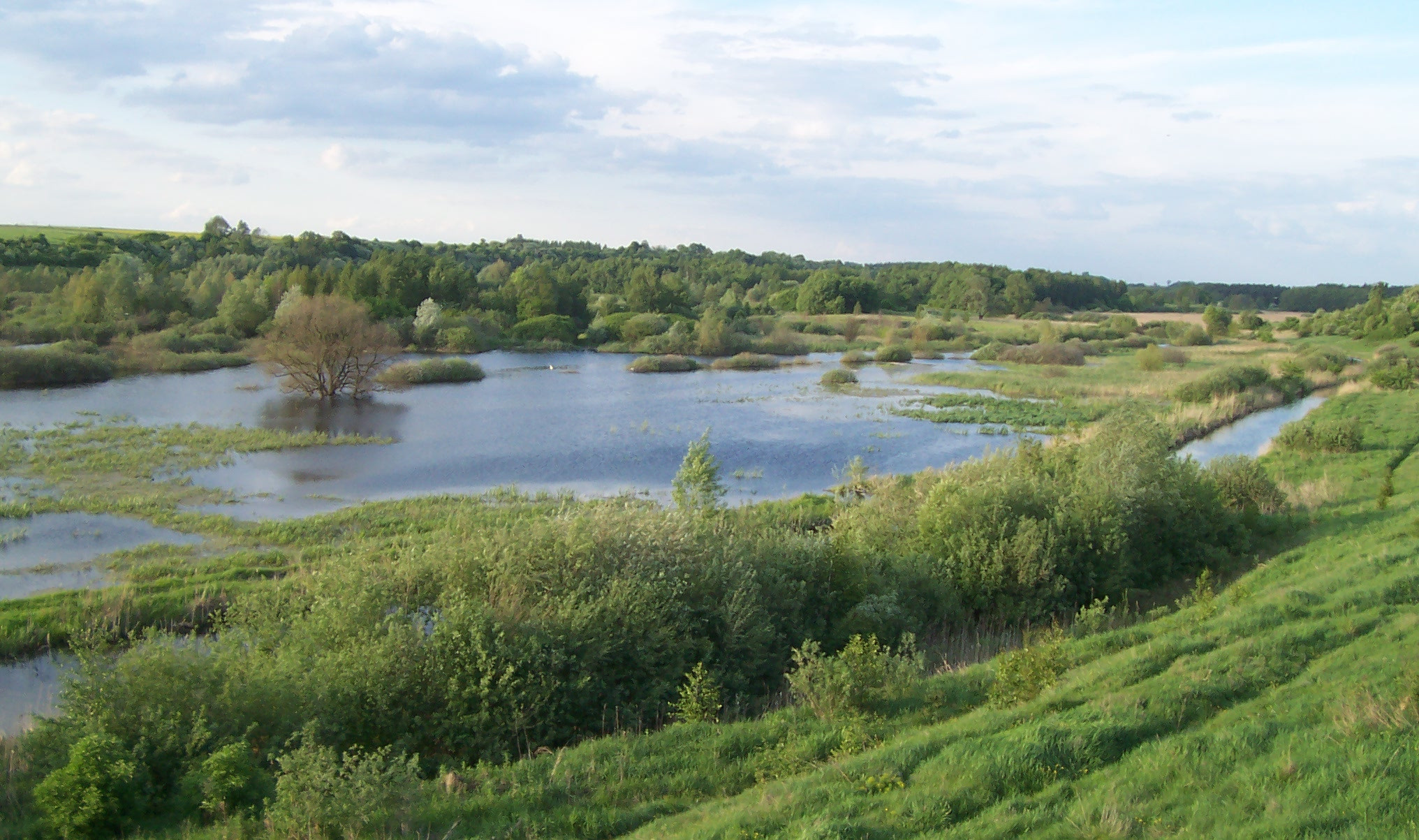
Dolina Cybiny w okolicach Swarzędza

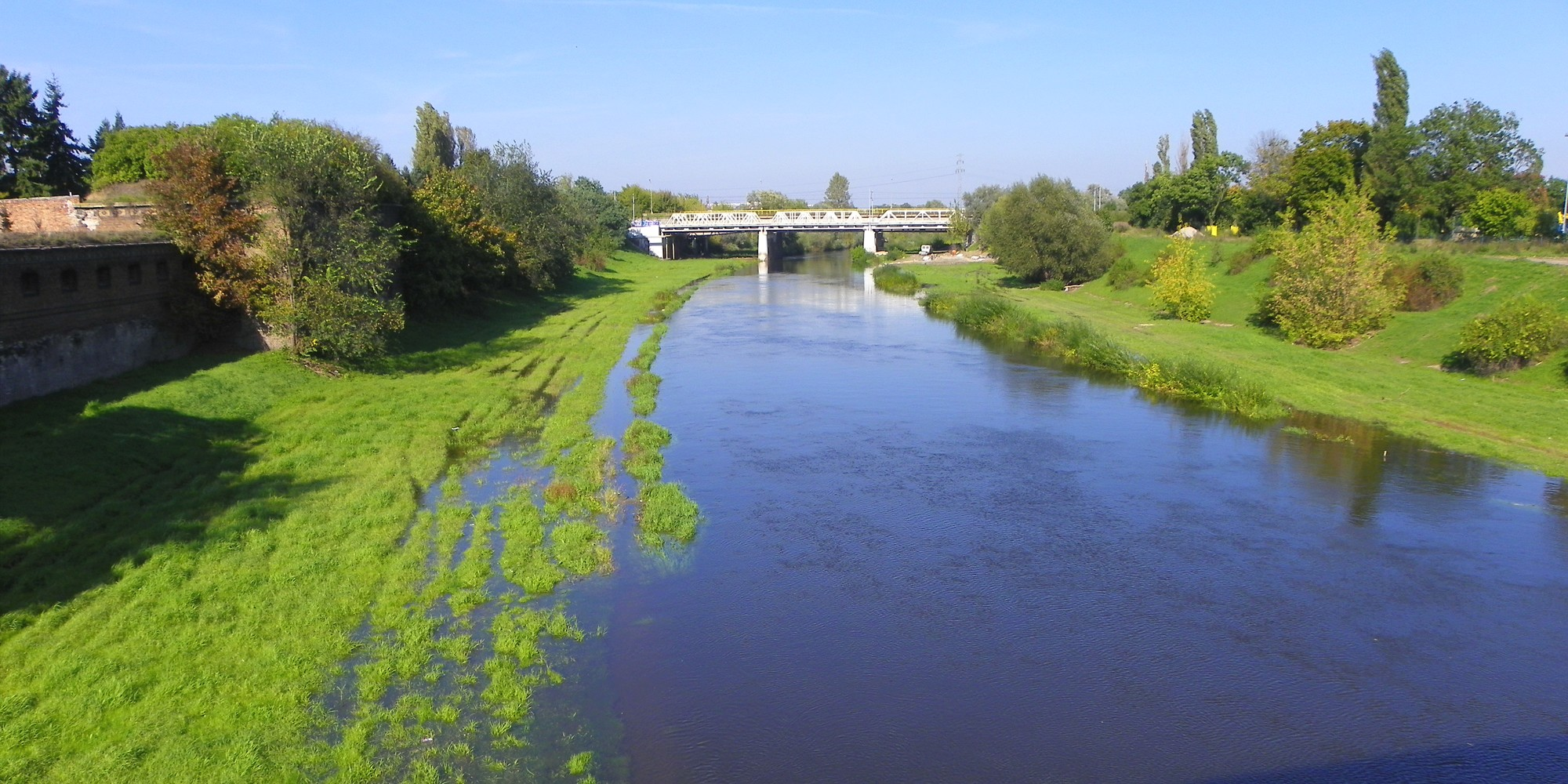
Kanał ulgi Warty poniżej ujścia Cybiny widziany z Mostu Jordana (przed budową Bramy Poznania ICHOT)

Cybina (niem. Zibin) – rzeka w województwie wielkopolskim będąca prawym dopływem Warty. Jej źródła znajdują się wśród łąk we wsi Nekielka, na wysokości około 120 m n.p.m. Początkowo płynie na południe, od przysiółka Leśna Grobla na zachód, przez Jezioro Góra na północny zachód, skąd dalej w kierunku zachodnim. Przepływa przez gminy: Kostrzyn, Pobiedziska, Swarzędz i miasto Poznań. Stan wody w ciągu roku zmienia się nawet o 1,5 m.

## Opis
Dolina Cybiny jest niemal bezleśna i dość głęboko wcięta. Ciekawy krajobrazowo jest fragment doliny od wsi Uzarzewo, przez tereny wsi Gruszczyn i Gortatowo do Swarzędza, gdzie przechodzi w rynnę Jeziora Swarzędzkiego. Dolina ma około trzech kilometrów długości i 300–700 metrów szerokości. Dno doliny zajmują liczne rozlewiska Cybiny. Jedynie początkowy i końcowy fragment doliny jest zalesiony. Planuje się objąć dolinę ochroną w ramach Obszaru Chronionego Krajobrazu Doliny Cybiny.
Rzeka przepływa przez liczne jeziora z których największym jest Jezioro Swarzędzkie. Inne to Jezioro Góra, Jezioro Uzarzewskie oraz leżące na terenie Poznania stawy: Antoninek, Młyński, Browarny i Olszak. W dolnym odcinku, tuż przy ujściu powstało zaporowe Jezioro Maltańskie. Dalej przepływa pod ul. Jana Pawła II, wykorzystując XIX w. przepust Śluzy Cybińskiej. Cybina uchodzi do Warty na kilometrze 240,5. Dokładniej jest to prawe ramię Warty opływające Ostrów Tumski, zwane również Cybiną lub Kanałem Ulgi (właściwie Wschodnim Kanałem Ulgi, powstałym w ramach prac przy budowie Twierdzy Poznań).
Odcinek ujściowy w okresie średniowiecznym miał odmienny przebieg od obecnego. Przebiegał w rejonie obecnych ulic Św. Jacka i Cybińskiej, ale z czasem został zdegradowany przez nieczystości odprowadzane z dwóch miast: Śródki i Ostrówka, a potem uległ powolnej zabudowie. Jeszcze w okresie powojennym, gdy odcinek śródecki Cybiny zamarzał, stawał się ogólnodostępnym lodowiskiem. Jeżdżono tu na łyżwach i uprawiano hokej na lodzie. Również latem rzeka była w tym miejscu licznie odwiedzana przez plażowiczów, a także użytkowana jako kąpielisko.

## Dopływy
- Darzynka – lewostronny w 6,25 km
- Kanał Szkutelniak – prawostronny
- Młynówka – prawostronny w 6,37 km
- Struga – lewostronny w 6,26 km
- Szklarka – prawostronny w 2,86 km
- Zielinka – prawostronny w 9,9 km

## Etymologia
Nazwa rzeki wywodzi się prawdopodobnie od prasłowiańskiego pierwiastka tibh oznaczającego bagno, błoto. Wówczas pierwotna wersja nazwy rzeki brzmiałaby Tibina, Być może źródła nazwy należałoby się doszukiwać w staropolskim określeniu cyby oznaczającym kozy albo długie nogi. W tym wariancie określenie nawiązywałoby do charakterystycznego przebiegu rzeki. Pierwsze pisemne wzmianki pochodzą z XIII wieku.

## Literatura
- Wojciech Z. Owsianowski, Szlaki wodne Wielkopolski wyd. I, Wydawnictwo Poznańskie, Poznań 1972
- Powiat poznański, mapa turystyczna, skala 1 : 90 000, wyd 3., stan akt. 2002. Wydawca: Starostwo Powiatowe w Poznaniu, ISBN 83-87157-04-X.
- dr Ryszard Gołdyn, mgr inż. Janusz Grabia: Program ochrony wód rzeki Cybiny. Poznań: Wydział Ochrony Środowiska Urzędu Miasta Poznania, 1998. ISBN 83-906665-2-9. Brak numerów stron w książce